# Čaek
Čaek (in kirghiso Чаек?, Çaek) è una città del Kirghizistan, capoluogo del distretto di Žumgal; si trova sull'autostrada 361 che attraversa il nord della regione di Naryn ed è il principale villaggio nella vallata agricola.